# Зоя Дукина
Зоя Дукина Порфирогенита (1062-29 август, преди 1136) – византийска принцеса, дъщеря на император Константин X Дука и сестра на император Михаил VII Дука.
Зоя е родена през 1062 г. в Константинопол. Тя е най-малката дъщеря на император Константин X Дука и императрица Евдокия Макремволитиса. Тъй като е родена в порфирната зала на императорския дворец в Константинопол, в която се раждат децата на царстващия император, Зоя е наричана „порфирогенита“. В историческите си записки Никифор Вриений съобщава, че Зоя е била по-голяма сестра на брата на самодържеца – багренородния Константий, който искал да я омъжи за Алексий Комнин и поради това бил против брака на Алексий и Ирина Дукина. В своята „Алексиада“ Анна Комнина изказва предположението, че императрица Евдокия е планирала да омъжи Зоя за император Никифор III Вотаниат, след като последният се възкачил на престола през 1078, но вместо това Зоя е сгодена за Никифор Синадин – сестрин син на император Никифор III Вотаниат, който смятал да го обяви за свой наследник. И този брак обаче не се осъществява, тъй като на 18 октомври 1081 г. Никифор е убит от норманите на Робер Гискар в битката при Дирахиум. В крайна сметка през същата година Зоя Порфирогенита вече се споменава като съпруга на Адриан Комнин – брат на новия император Алексий I Комнин, с чиято съпруга Ирина Дукина я обвързват роднински връзки (по бащина линия императрица Ирина Дукина е внучка на кесаря Йоан Дука, който е по-малък брат на император Константин X Дука). По време на Алексий I Комнин съпругът на Зоя е протосеваст и доместик на западните схоли.
За сключването на брака между Зоя и Адриан голяма заслуга имали усилията, положени от брат ѝ Никифор Диоген.
Зоя Дукина е наречена Анна в една поема за предците на Георги Палеолог, което позволява да се предположи, че към края на живота си Зоя се е замонашила по примера на своя съпруг, който също става монах. Някои изследователи смятат, че Адриан и Зоя са споменати с монашеските си имена Йоан и Анна „от Дукините“ в един надгробен надпис в константинополската църква „Богородица Памакаристос“, който нарежда тях и децата им сред ктиторите на църквата. От това следва, че Адриан и Зоя имат пет деца:
- Евдокия Комнина, омъжена за Алексий Тарханиот
- Андроник Комнин, женен за Евдокия Дукина
- Алексий Комнин, женен за Ирина Синадина
- Адриан Комнин

В т.нар. „Поменик на роднините на императрица Ирина Дукина“ се споменава, че Зоя Дукина умира на 29 август, а в обитуария на манастира „Пантократор“ тя е спомената като съпруга на великия доместик и леля на император Йоан II Комнин. Годината на нейната смърт обаче остава неизвестна, но се предполага, че Зоя е починала преди 1136 г.